# Tmavoskvrnáč borový
Tmavoskvrnáč borový, též tmavoskvrnáč sosnový či píďalka tmavoskvrnáč (Bupalus piniaria) je drobný motýl, jehož housenky okusují jehličí borovic.

## Popis
U dospělců je výrazný pohlavní dimorfismus, vyjádřený hlavně zbarvením křídel. Sameček je tmavohnědý se světlými skvrnami ve středu a ke kořenům křídel, má hřebenitá tykadla, samice je rezavohnědá, skvrny má světle rezavé, má niťovitá tykadla.
Vajíčka tmavoskvrnáče borového jsou okolo 0,5 mm velká, světlá, ploše bochánkovitá, s tmavšími středy, a jsou kladena do řádek na jehlicích. Housenka je zelená se světlými podélnými pruhy, které přecházejí na hlavu (i hlavová kapsule je podélně pruhovaná). Housenky mají tři páry hrudních nohou, jeden pár panožek a jeden pár pošinek na konci těla. Kukla je mumiová, hnědá nebo hnědozelená, bez zámotku, dlouhá 1,5 cm.

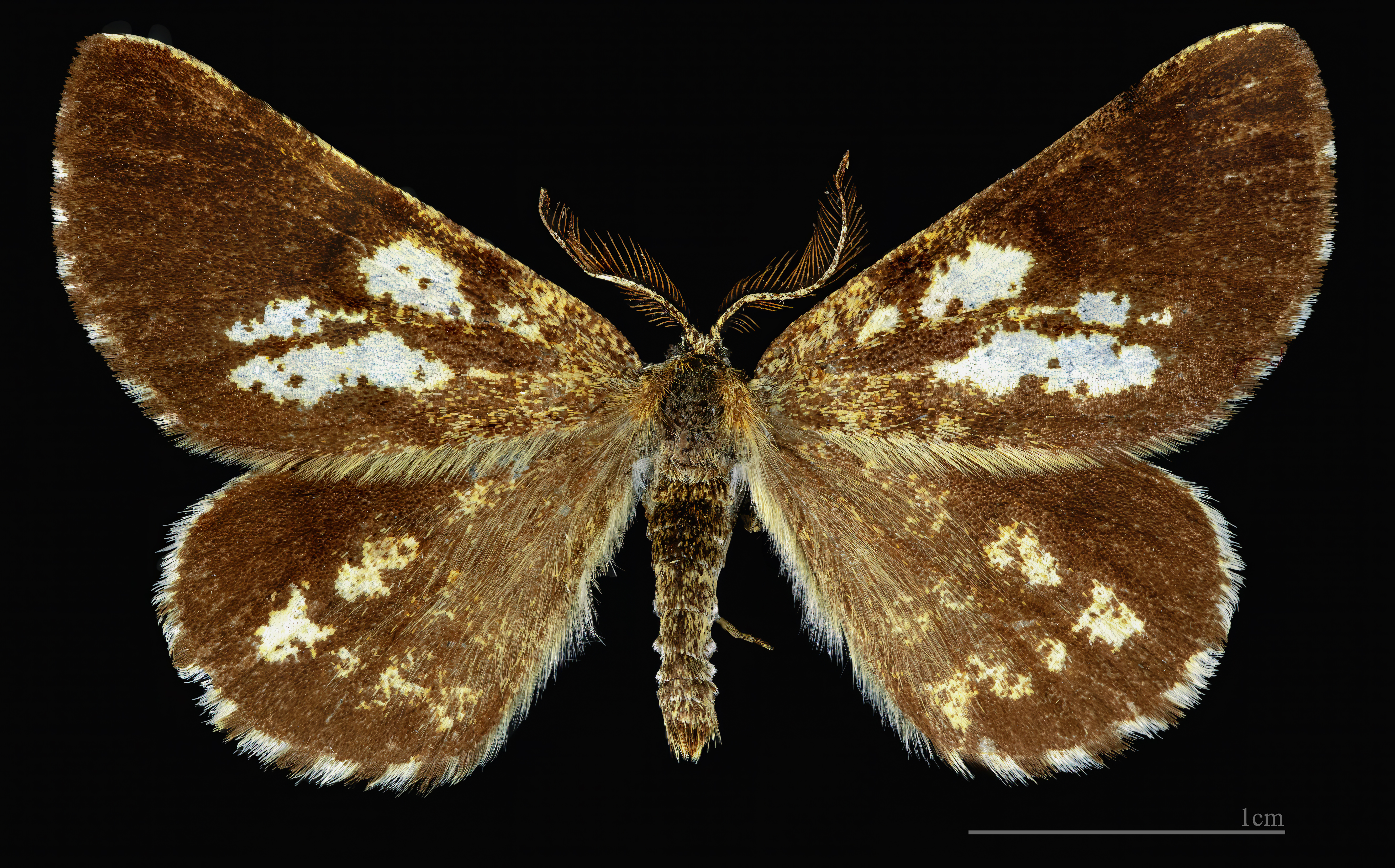
Bupalus piniaria ♂
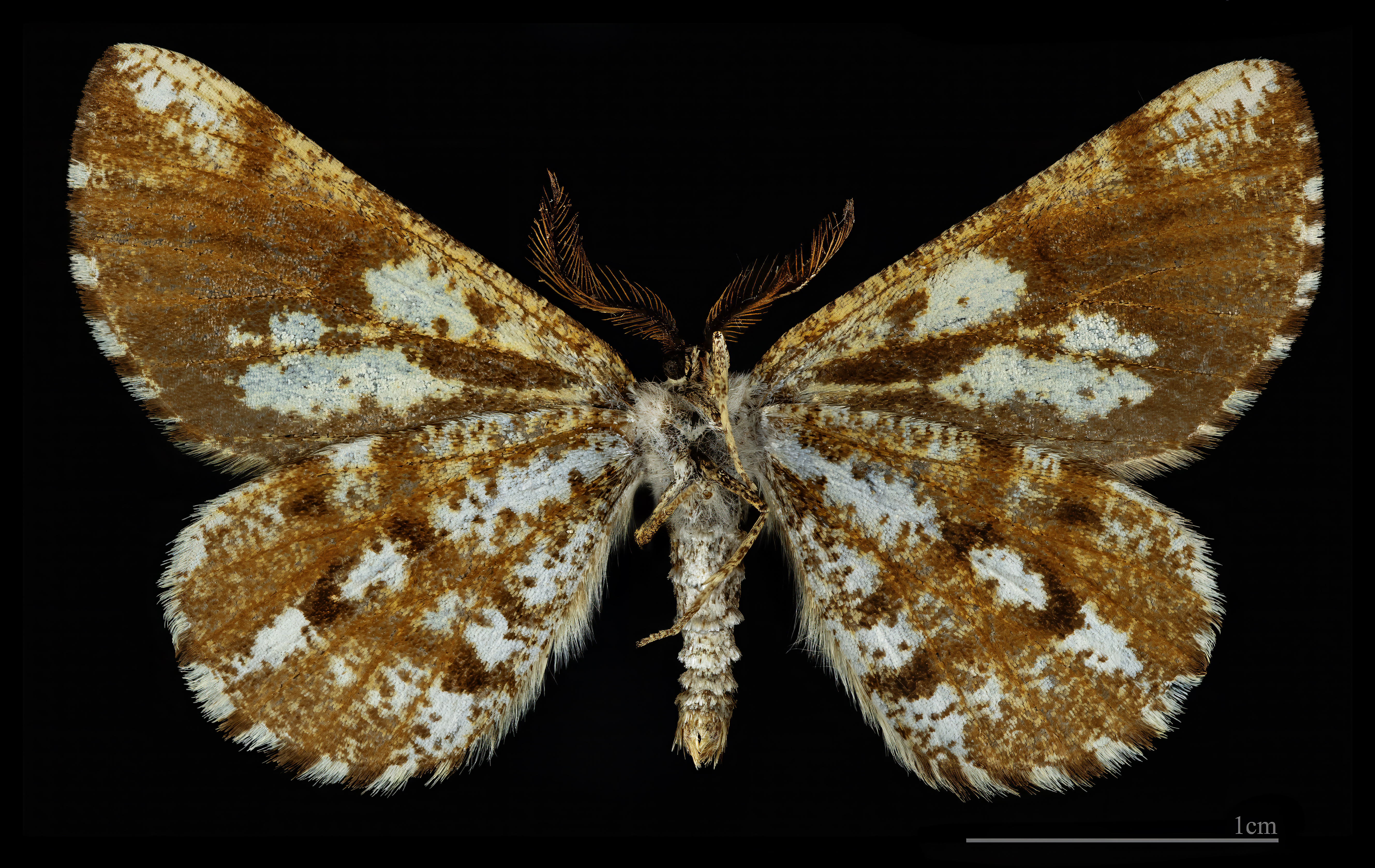
♂ △
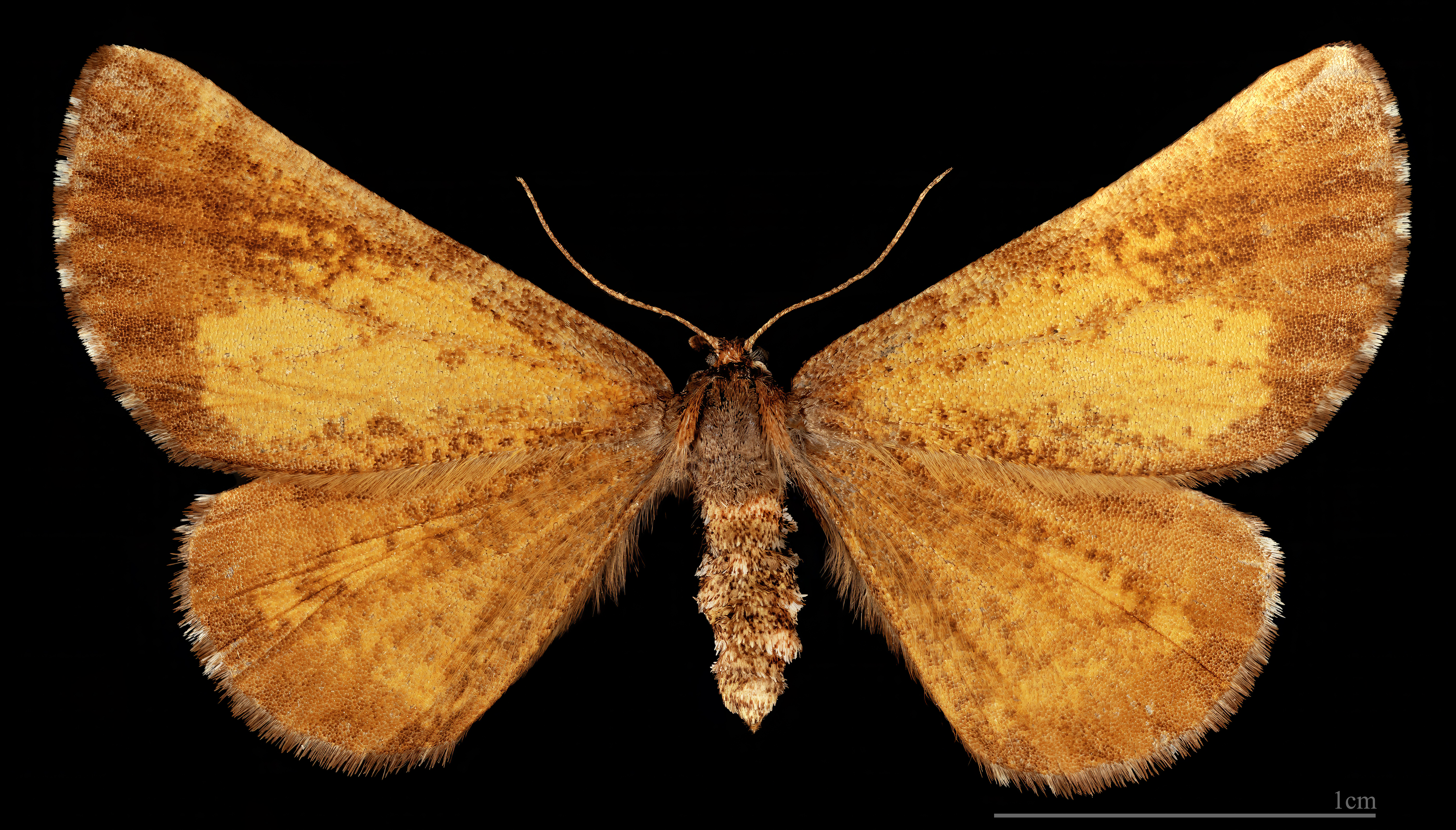
Bupalus piniaria♀
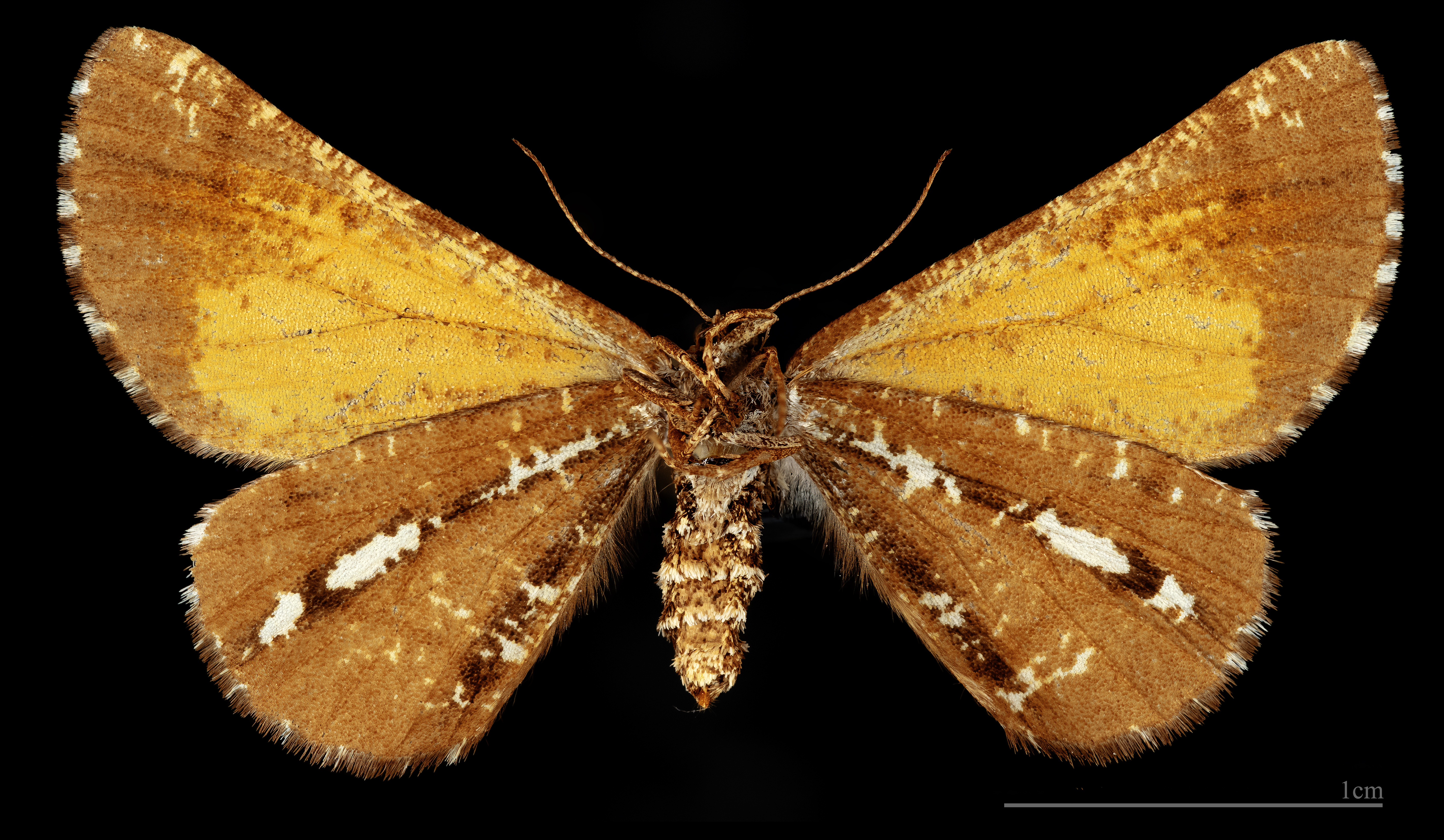
♀ △

## Biologie
Tmavoskvrnáč borový se rojí v červnu a samička klade vajíčka v řadách na spodní stranu borových jehlic po pěti až sedmi. V červenci se vylíhnou housenky, které nejprve plýtvavě ožírají jehlice. Housenky se píďalkovitě pohybují. Na podzim se housenky spouštějí na zem, kde se zakuklí na rozhraní hrabanky a minerální půdy – motýl přezimuje ve stádiu kukly v půdě.
Hostitelskou rostlinou je především borovice, tmavoskvrnáč borový napadá borovicové porosty, ve věku 20–70 let.

## Kontrola početnosti
Během zimy anebo až v dubnu se vyhledávají kukly pod hrabankou (hrabanka se přesívá síty o různé velikosti ok), kritický počet je 3 až 7 kukel na 1 m2, v závislosti na stáří a bonitě prorostu. Nebezpečné jsou až opakované silné žíry, (borovicím zůstává vždy letošní jehličí a neporušené pupeny) gradace vznikají v porostech na horších bonitách a v nižších nadmořských výškách.

## Fotogalerie

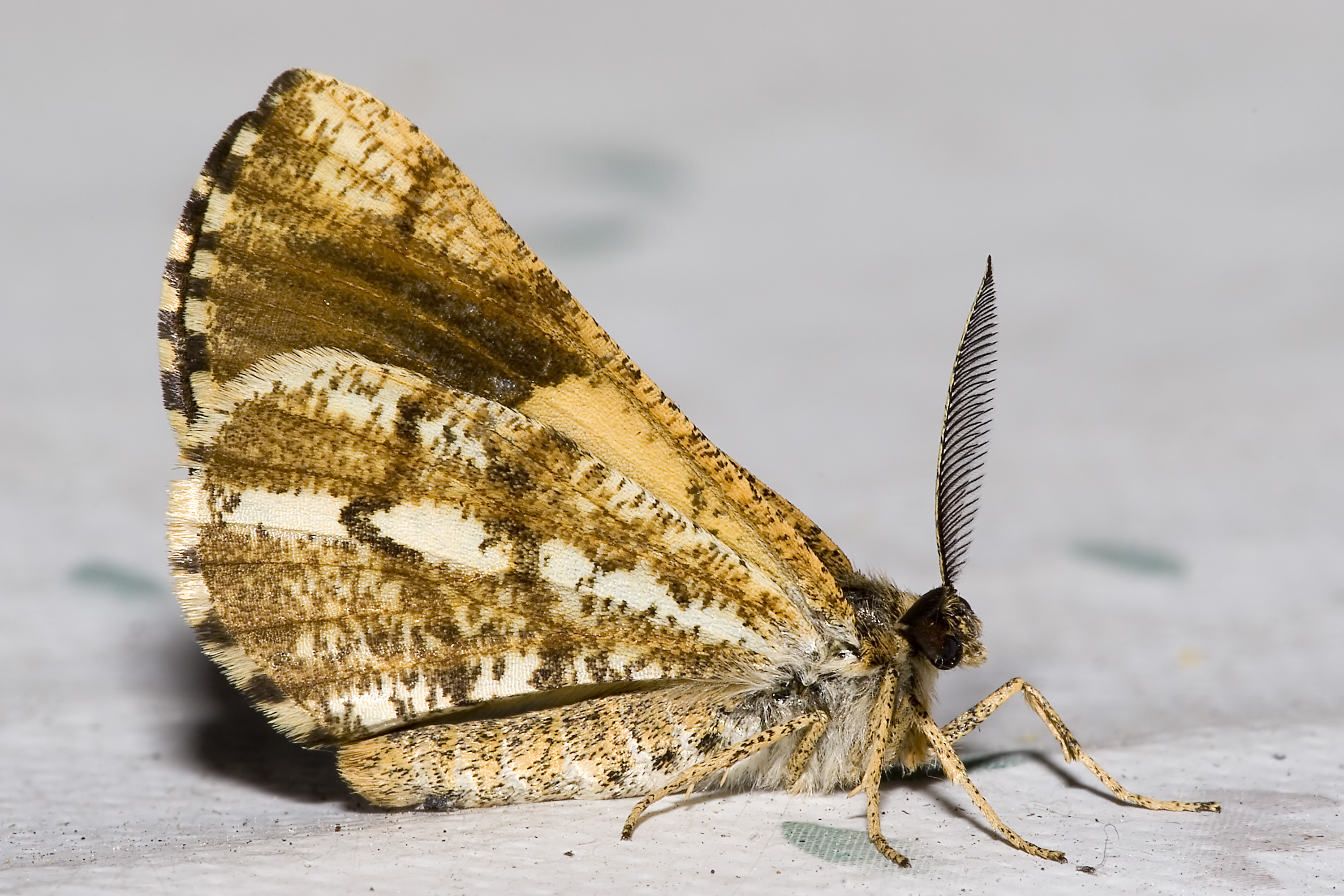
Dospělý samec
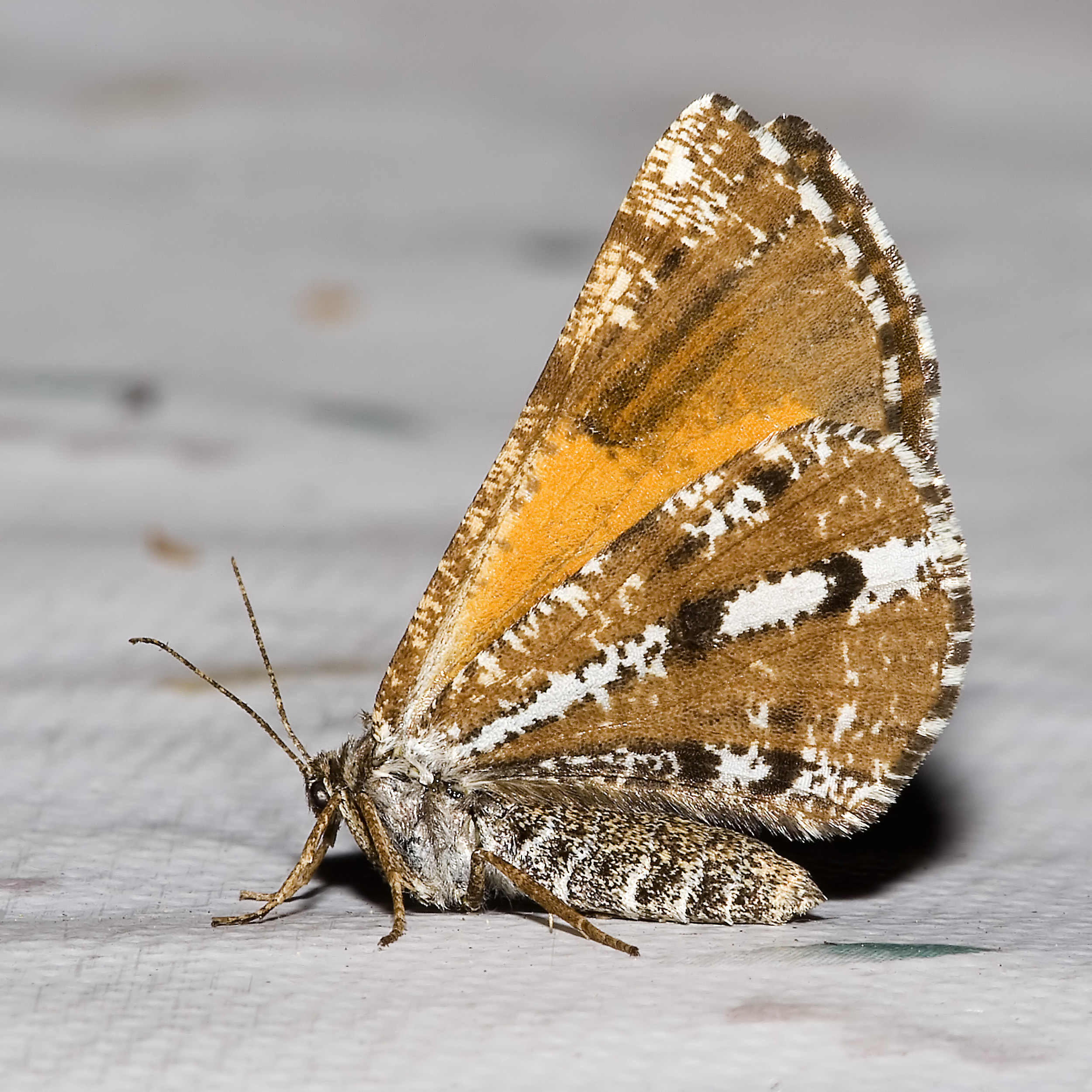
Dospělá samice
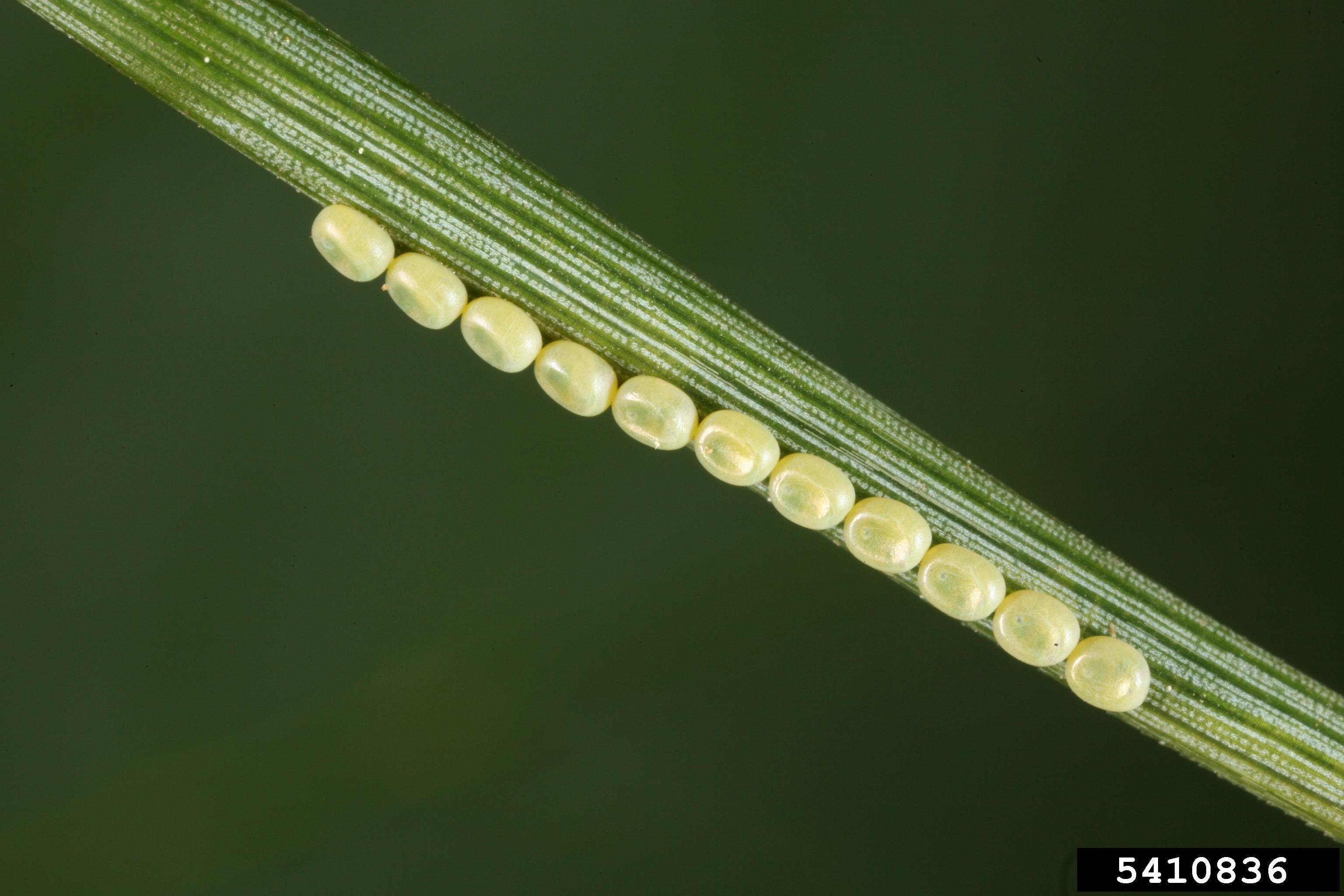
Nakladená vajíčka v řadě na jehlici
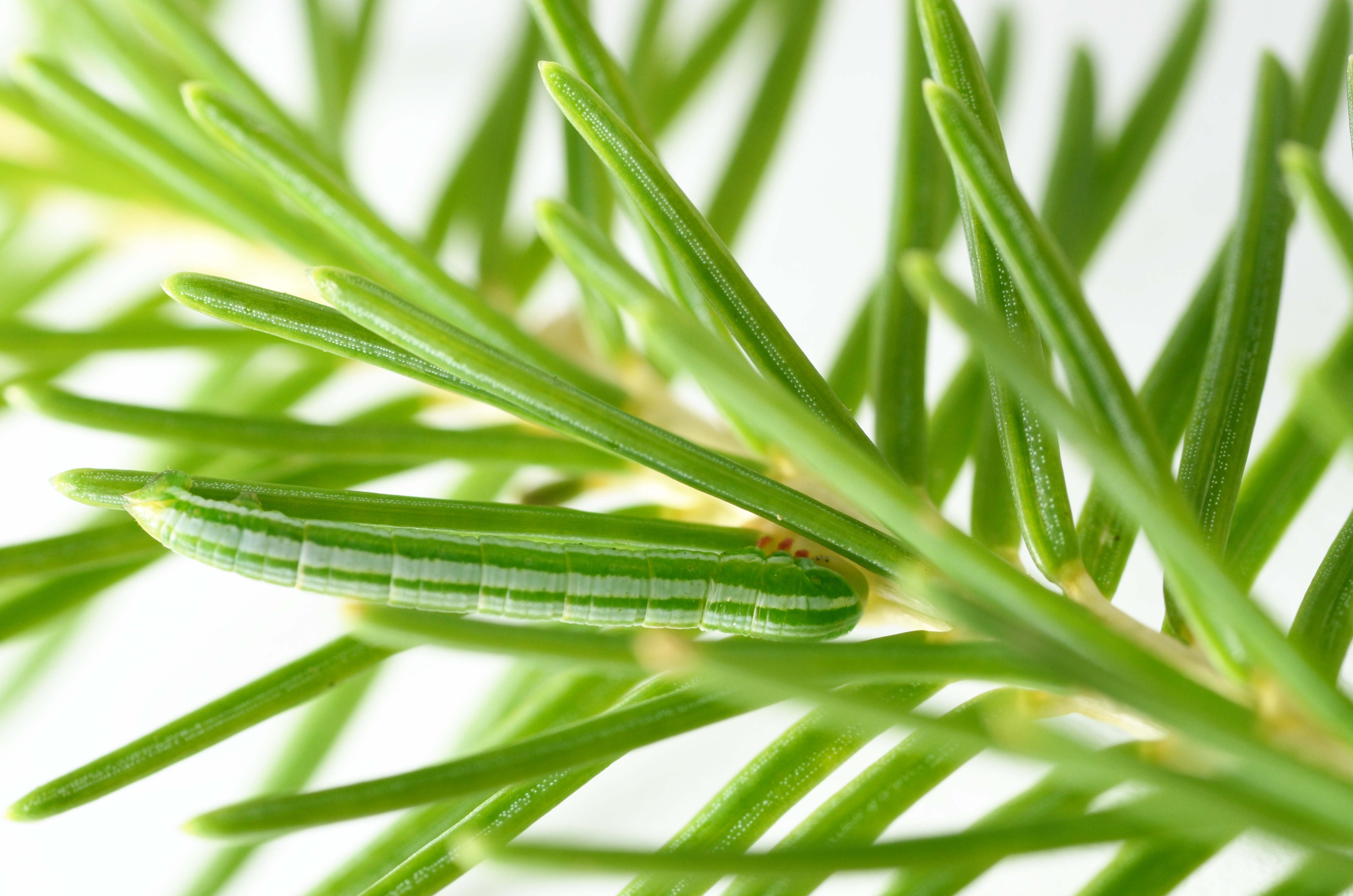
Housenky na smrku